# بوريليا بافارية
بوريليا بافارية (الاسم العلمي: Borrelia bavariensis) هي نوع من البكتيريا تتبع جنس البوريليا من الفصيلة البوريلية.